# クラース・フレドリク・ホルンシュテット
クラース・フレドリク・ホルンシュテット（Clas Fredrik Hornstedt、Klas Fredrik Hornstedt、1758年2月10日 - 1809年）は、スウェーデンの博物学者、医師である。

## 略歴

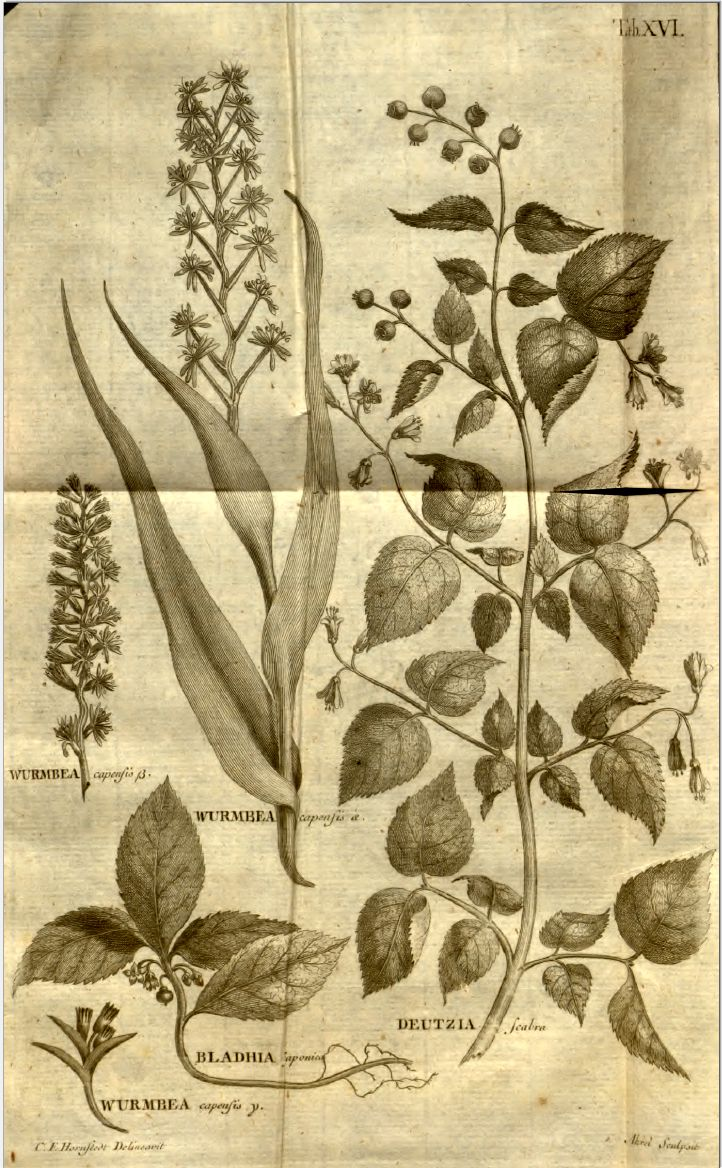
ツンベルクの"Nova genera plantarum"にホルンシュテットが描いた図版

リンシェーピングに生まれた。父親は国会議員、市長を務めた人物で祖父も議員を務めた。地元の高校で学んだ後、ウプサラ大学で学び、1780年に神学の学位、翌年哲学の学位を受けた。自然科学に興味を持ち、動植物の収集旅行に参加した。ウプサラ大学の学長は日本などで動植物を収集して帰った博物学者のカール・ツンベルクが務めていた。1781年にツンベルクのコレクションに関する論文を書いた。1783年にツンベルクの助言で、スウェーデン東インド会社の船“Sophia Magdalena”で、バタヴィアに渡り、様々な動植物や民俗学的資料の収集を行った。マレー語や中国語も学び、手紙ではヨーロッパ人の生活様式と浪費的なスタイルに不快感を示したことを示している。中国服を着、中国の食事を食べ、中華街をしばしば訪れた。1784年8月に熱帯病を患い、バタヴィアから離れた。博物学標本の他にホルンシュテットは在日オランダ商館長、イサーク・ティチングから入手した『鍼灸極秘抄』（木村太仲著、安永9年刊）の図版が持ち帰った。帰国の途中、ケープ植民地でも採集を行なった後、1785年にヨーロッパに戻った。当時スウェーデン領だったグライフスヴァルトの大学で医学の博士号を得て、1787年にリンシェーピングの自然史博物館の学芸員として働いた。
1796年にスウェーデン海軍に召集され、ヘルシンキのスオメンリンナの要塞に駐在し、1808年に第二次ロシア・スウェーデン戦争（フィンランド戦争）でフィンランド駐留のスウェーデン兵は降伏し、ホルンシュテットもロシア軍の捕虜となった。ロシアの砦で医師として働くが翌年没した。
ショウガ科の植物の属名、Hornstedtia に献名されている。

## 著作
- Nova Genera Plantarum, quorum partem primam exhibent Praeses Carol. P. Thunberg, et Resp. Claudius Fr. Hornstedt, Upsal. d. xxiv. Nov. MDCCLXXC. (Viele der unter Thunberg angefertigten Dissertationen stammen aus Thunbergs Feder, der seine Schüler die von ihm zu Papier gebrachten Thesen dann verteidigen ließ. Hornstedt hatte aber zumindest die Zeichnungen der Pflanzen selbst angefertigt.)
- Dissertationem inauguralem C.F. Hornstedt, qua Fructus Javae Esculenti Eorumque Usus Cum Diaeteticus Tum Medicus … Praeside … Christ. Ehr. Weigel … Pro Gradu Doctoris Publico Examini Submittit Auctor Claudius Fr. Hornstedt, … In Aud. Maj. D. VII. Sept. A. MDCCLXXXVI. Gryphiae: Röse, 1786.